# Курувіта (підрозділ окружного секретаріату)
Підрозділ окружного секретаріату Курувіта — підрозділ окружного секретаріату округу Ратнапура, провінції Сабарагамува, Шрі-Ланка. Складається з 31 Грама Ніладхарі.